# Villamena
Villamena település Spanyolországban, Granada tartományban. Villamena Padul, Dúrcal, Nigüelas, Lecrín, El Valle és Albuñuelas községekkel határos. Lakosainak száma 1005 fő (2024).

## Népesség
A település népessége az elmúlt években az alábbi módon változott:
| Lakosok száma | 995  | 988  | 1004 | 1028 | 1052 | 1063 | 989  | 948  | 963  | 1005 |
|               | 2001 | 2004 | 2006 | 2009 | 2011 | 2014 | 2016 | 2019 | 2021 | 2024 |